# FC Muri
Der FC Muri ist ein 1950 gegründeter Fussballverein aus Muri. Dank dem Aufstieg im Sommer 2022 spielt er in der 1. Liga. Auf diesem Niveau spielte Muri bereits von 1985 bis 1990, 1992 bis 1999 und 2011 bis 2017. 
Der FC Muri hat ca. 400 Aktive in 26 Mannschaften, darunter eine Juniorenabteilung mit 19 Mannschaften und über 30 Trainern.

## Gründung
Der FC Muri wurde im Jahre 1950 auch dank einer Spende des Metallbauunternehmers Wild gegründet.  An der Gründungsversammlung schrieben sich 58 aktive und 3 passive Mitglieder ein. Rund 20 Wochen später fand die Einweihung statt. Danach begann vor der vollbesetzten Otto-Wild Stiftung-Holztribüne das Vorspiel zwischen dem FC Muri und den Young Fellows Senioren (Fussballer ab 32 Jahren).

### 1950–1989
In den folgenden Jahren stieg die erste Mannschaft von der 5. bis in die 2. Liga auf. Im Jahr 1985 stieg sie in die erste Liga auf. Dort blieb sie bis im Jahre 1990. Die zweite Mannschaft stieg bis in die 2. Liga auf, doch als die erste Mannschaft abstieg, musste sie zwangsrelegiert werden. Bis Ende der 70-Jahre konnten Kinder erst ab dem C-Juniorenalter, also ab 13 Jahren, im FC Muri Fussball spielen.

### Neues Stadion Brühl
Ende 1986 gab es eine Abstimmung, ob die Gemeinde den Betrag von 2,95 Millionen Franken zahlen würde, um so den Bau der drei neuen Spielfelder zu ermöglichen. Es wurde mit 258 Ja- zu 25 Nein-Stimmen klar angenommen.
Für die Kosten von 450.000 Franken für die neue Tribüne mit 350 Sitzplätzen musste der FC Muri selbst aufkommen. Unterstützt durch das Murianer Bauunternehmen Pius Weiss + CO leisteten die Mitglieder des FC Muri in ihrer Freizeit über 1000 Arbeitsstunden für den Verein. Durch Aktionen zur Geldbeschaffung gelang es dem Verein schuldenfrei zu bleiben. Im Jahr 1989 wurde die neue Sportanlage Brühl eröffnet. In der Einweihungsfeier spielte GC gegen Admira Wacker vor 1800 Zuschauern.

### 1989–2011
1992 stieg Muri wieder in die erste Liga auf, wo sie 7 Saisons verblieb. Im Jahr 1992 gründete der FC Muri eine Damenmannschaft. 1999 stieg die 1. Mannschaft wieder ab. Auf die nächste Spielzeit hin wurde die 2. Liga Interregional in Betrieb genommen, eine Liga zwischen 1. und 2. Liga, in diese der FC Muri dann aufstieg. Von der 2. Liga Interregional stieg Muri 2001 noch mal ab, um gleich wieder aufzusteigen. 2008 stiegen sie wieder in die 2. Liga ab. 2011 stieg Muri wieder in die  1. Liga (Gruppe 3) auf. In einem fulminanten Saisonfinale gegen den FC Sursee vor 1'400 Zuschauer im Stadion Brühl wurde der Aufstieg Tatsache. Das Endresultat von 1-1 sollte reichen.

## Sportliche Grossanlässe
In der Sportanlage Brühl fanden auch sportliche Grossanlässe ohne Murianer Beteiligung statt. 1991 trugen der 1. FC Köln und der FC Zürich vor der Rekordkulisse von 3300 Zuschauern ein Vorbereitungsspiel aus (Endstand 0:2). Am 24. Oktober 1993 traf in diesem Stadion die Schweizer Fussballnationalmannschaft der Frauen im Rahmen der EM-Qualifikation auf die deutsche Auswahl. Vor 2050 Zuschauern unterlagen die Schweizerinnen dem späteren Europameister mit 0:5.